# Psychotria pandensis
Psychotria pandensis är en måreväxtart som beskrevs av Paul Carpenter Standley. Psychotria pandensis ingår i släktet Psychotria och familjen måreväxter. Inga underarter finns listade i Catalogue of Life.